# Et soudain, des nuits d'éveil
Et soudain, des nuits d'éveil est une pièce de théâtre, création collective de la troupe du Théâtre du Soleil en harmonie avec des artistes tibétains en exil, écrite par Hélène Cixous, mise en scène par Ariane Mnouchkine abordant la question du Tibet. La pièce a été créée le 26 décembre 1997 et jouée jusqu'en 1999 à La Cartoucherie de Vincennes.

## Argument
La pièce a pour thèmes le militantisme, l'occupation du Tibet par les Chinois, ou l’oppression des Tibétains par la Chine,. Une délégation tibétaine occupe un théâtre, protestant contre la vente d’avions français à la Chine. L'action débute alors que les acteurs du Soleil terminent la performance d'une autre pièce et rangent quand ils entendent frapper à la porte : ce sont des membres d'une troupe d'opéra tibétains en exil qui demandent un abri, et une collaboration artistique commence. La pièce met l'accent sur le fossé qui sépare les Tibétains qui jouent leur vie et ceux qui les soutiennent en exaltant le passé. Le scénario a notamment été inspiré par l'occupation par des étrangers en situation irrégulière de l'Église Saint-Bernard, ainsi que de La Cartoucherie,,, en 1996.
Le spectacle mêle la commedia dell'arte aux danses tibétaines. En particulier, la danse du cerf (shawa chukar) fut enseignée à la troupe par l'Institut tibétain des arts du spectacle, alors sous la direction de Jamyang Dorjee Chakrishar.
Ariane Mnouchkine, cheffe de la troupe, déclara au sujet de la pièce « Nous cherchions à dire sur le mode de l’humour que, souvent, on croit que l’on donne ça [geste large], alors qu’en fait, on donne ça [geste petit]... Il faut en être conscient. Mais je crois que les Tibétains du spectacle faisaient bien comprendre que ce petit geste était pour eux vital, et qu’il était important d’arriver à donner au moins cela. Sans quoi, nous ne serions plus des êtres humains. Malgré le fait que le spectacle se termine mal - on entend vrombir au-dessus des têtes le moteur des avions qui partent pour la Chine -, on comprend que cette lutte n’a pas été inutile. De même, pour moi, la lutte des sans-papiers, en un sens, a été victorieuse. Elle a permis la régularisation du plus grand nombre, et elle a fait basculer une partie de l’opinion. » 
En juin 1998, la pièce est jouée lors d'une tournée à Moscou, dans le cadre du festival international de théâtre Tchekhov (ru).
Le nombre de spectateurs est environ de 55 000.

## Distribution
Pour la distribution complète, voir ici.
Musique
- Jean-Jacques Lemêtre[9].

Décors
- Guy-Claude François[10].

Peintures et pâtines
- Maria Adelia et Danièle Heusslein-Gire

Costumes
- Nathalie Thomas et Marie-Hélène Bouvet

Comédiens
- Esther André-Konstantellos : Urania Kukulis, la tibétologue
- Myriam Azencot : Madame Gabrielle, la gardienne ; Pupul, l'électricienne
- Shaghayegh Beheshti : Loubna Soltani, une spectatrice
- Duccio Bellugi-Vannuccini : Le Lama Tundrup ; Tashi, chanteur et danseur
- Myriam Boullay : Suzanne Tellmann, géographe
- Guillaume Briat : Le moine, secrétaire ; Jean-Baptiste, le médecin malade
- Sergio Canto : Sonam, le directeur de la troupe
- Hélène Cinque : Madame Rolanda Pantalon ; Marie-Ange, Solidarité Int. Médecine
- Laurent Clauwaert : Antoine, le bras droit
- Delphine Cottu : Marie-Christine, l'administratrice ; Charlotte, la stagiaire
- Juliana Carneiro da Cunha : Paloma, l'actrice ; Tara, déléguée ; Dona Ana Amélia, la tante de Paloma ; Le clochard
- Eve Doe-Bruce : Félicité, la couturière ; Germaine, Septième Collectif
- Pascal Guarise : Père Gilles, un spectateur
- Martial Jacques : Jacques, le directeur du théâtre.
- Dominique Jambert : Mathilde, actrice ; Marguerite, la maman de Charlotte
- Sava Lolov : François, électricien ; Georgy, le papa de Charlotte ; Le jeune, le premier provocateur
- Maïtreyi : Olivia, responsable des collectivités
- Vincent Mangado : Olivier, acteur
- Jean-Charles Maricot : Claude Delyon, le spectateur belge ; Un spectateur, le fâcheux
- Serge Nicolaï : L'instituteur, le spectateur solidaire ; Le moine, nounou des enfants
- Carolina Pecheny-Durozier : Clarissa, Solidarité Int. Médecine
- Renata Ramos-Maza : Madame Tsültim, maître de danse ; Yeshe, déléguée ; Dolkar, chanteuse et danseuse
- Marie-Paul Ramo : Madame Florinda Pantalon ; Eléonore, la stagiaire ; Camille, le Septième Collectif
- Matthieu Rauchvarger : Manuel, le disciple
- Franck Saurel[13]
- Nicolas Sotnikoff : Koubilaï, chanteur et danseur ; Le jeune, le second provocateur
- Fabiana de Mello e Souza : Zézé, la cuisinière